# Toruń (Ukraina)
Toruń (ukr. Торунь) – wieś w rejonie miżhirskim obwodu zakarpackiego. Liczy 1344 mieszkańców.